# Pride Amsterdam
Pride Amsterdam är en årlig pridefestival i Amsterdam i Nederländerna som har arrangerats under olika namn varje år sedan 1996.
Den första större demonstrationen för lika rättigheter efter Stonewallupproret ägde rum i Nederländerna och 1979 skapade man Pink Sunday, ett årligt event som firas i olika nederländska städer varje år.
Amsterdam Pride, som festivalen kallades 1996–2006, var däremot ingen proteströrelse utan en fest för homosexuella. Festivalen breddades senare till  hela HBTQ-miljön och delades upp i olika teman runt om i staden. Från att tidigare enbart ha arrangerats på frivillig väg anordnas festivalen numera av staden Amsterdam. Den arrangör som lämnar det bästa anbudet får arrangera festivalen under tre år varefter anbud begärs in för nästa treårsperiod.
Festivalen har successivt utökats från ett endagsevenemang och år 2023 varar den nio dagar med hundratals olika aktiviteter. Den mest spektakulära delen är en båtparad med ett 80-tal utsmyckade båtar på kanalerna runt stadens centrum. År 2026 kommer Amsterdam att vara värd för Worldpride.